# Bọ cạp núi
Bọ cạp núi (danh pháp: Tournefortia montana) là loài thực vật có hoa trong họ Mồ hôi. Loài này được Lour. mô tả khoa học đầu tiên năm 1790.